# Richard Harvey
Richard Harvey (Londen, 25 september 1953) is een Brits componist en muzikant.

## Biografie

### Studie en carrière
Harvey hield zijn hele leven al bezig met het maken van muziek met verschillende muziekinstrumenten. Hij leerde op vierjarige leeftijd blokfluit spelen en was hij vervolgens actief met slaginstrumenten en later tijdens zijn studie speelde hij klarinet bij het British Youth Symphony Orchestra. Bij het afstuderen aan de Royal College of Music in Londen speelde hij ook met de dwarsfluit, kromhoorn en andere middeleeuwse  en renaissancistische instrumenten. Ook speelde hij in die tijd mandoline en toetsinstrumenten. Harvey kon terecht bij het London Philharmonic Orchestra, maar in plaats daarvan speelde hij bij een ensemble die muziek maakte in het genre oude muziek. In de jaren zeventig ontmoeten Harvey, de ook aan de Royal College of Music afgestudeerde Brain Gulland waarmee hij samen de progressieve rock band Gryphon oprichtte. In die periode werkte hij ook met muzikanten als Richard Thompson en Ashley Hutchings. Later in jaren zeventig was hij ook sessiemuzikant bij Kate Bush (Lionheart), Gerry Rafferty (Night owl), The Sweet (Level Headed) en Gordon Giltrap (Fear of the Dark en The Peacock Party).

### Film en televisie
In de midden van de jaren zeventig had Harvey ook een samenwerking met filmcomponist Maurice Jarre, waarmee hij zelf ook aan een aantal film en televisieproducties mee werkte. Zijn eerste werk als filmcomponist was de televisieserie Tales of the Unexpected in 1981. De muziek die hij componeerde voor zijn eerste speelfilm was de film Lady Chatterley's Lover met de Nederlandse actrice Sylvia Kristel. Harvey was ook onder meer actief bij muziekstudio Remote Control Productions. Als dirigent leiden hij het orkest bij de films The Da Vinci Code en Interstellar en als muzikant speelde hij op de dwarsfluit bij de films The Lion King, Harry Potter en de Gevangene van Azkaban, Kingdom of Heaven, The Chronicles of Narnia: Prince Caspian en Madagascar: Escape 2 Africa. Harvey schreef ook het nummer "Kyrie for the Magdalene" (het laatste nummer op de soundtrackalbum The Da Vinci Code).

## Filmografie
- 1981: Lady Chatterley's Lover
- 1983: House of the Long Shadows
- 1984: Winter Flight
- 1985: The Assam Garden
- 1985: Steaming
- 1986: Defence of the Realm
- 1986: Half Moon Street
- 1987: Ping Pong
- 1990: Paper Mask
- 1991: A Small Dance
- 1992: Hostage
- 1992: Immaculate Conception
- 1994: Deadly Advice
- 1999: Captian Jack
- 2001: Suriyothal
- 2002: Two Men Went to War
- 2003: Suche impotenten Mann für's Leben
- 2003: Keunbab promppiram
- 2003: Luther
- 2005: Three
- 2006: Death of a President
- 2007: Naresuan
- 2007: Tamnaan somdet phra Narasuan maharat: Phaak prakaat itsaraphaap
- 2007: Eichmann
- 2007: Les deux mondes
- 2011: King Naresuan 4
- 2015: Le Petit Prince (met Hans Zimmer)
- 2015: Swung
- 2021: Kadaisi Vivasayi (met Santhosh Narayanan)
- 2021: Dernier Round (met Leo Becker)

## Overige producties

### Televisieseries
- 1981 - 1988: Tales of the Unexpected
- 1983: Death of an Expert Witness
- 1983: Spyship
- 1983: Terrahawks
- 1983 - 1984: Struggle
- 1984: Shroud for a Nightingale (miniserie)
- 1984: Danger: Marmalade at Work
- 1984: Morgan's Boy
- 1985: Cover Her Face (miniserie)
- 1985: Marjorie and Men
- 1985: The Black Tower (miniserie)
- 1986: Hideaway (miniserie)
- 1986: First Among Equals (miniserie)
- 1987: A Killing on the Exchange (miniserie)
- 1987: The Gemini Factor
- 1988: A Taste for Death (miniserie)
- 1988: Rockliffe's Folly
- 1988: Game, Set, and Match
- 1991: Devices and Desires (miniserie)
- 1991: G.B.H. (miniserie)
- 1992: Natural Lies
- 1993 - 1994: September Song
- 1995: Jake's Progress (miniserie)
- 1997: Melissa (miniserie)

### Televisiefilms
- 1985: The Dirty Dozen: Next Mission
- 1987: Cause célèbre
- 1989: Countdown to War
- 1992: Hostages
- 1992: Dead Romantic
- 1993: Unnatural Causes
- 1994: Doomsday Gun
- 1995: A Mind to Murder
- 1997: Jane Eyre
- 1999: Animal Farm
- 1999: The Magical Legend of the Leprechauns
- 2000: Arabian Nights
- 2005: Colditz
- 2018: Firestorm

### Documentaires
- 1981: To the Western World
- 2012: House of the Long Shadows... Revisited

### Additionele muziek
- 1983: The Honorary Consul (voor Stanley Myers)
- 1984: Blind Date (voor Stanley Myers}
- 1990: The Witches (voor Stanley Myers)
- 1991: Iron Maze (voor Stanley Myers)
- 1995: Beyond Rangoon (voor Hans Zimmer)
- 2006: The Da Vinci Code (voor Hans Zimmer)
- 2016: Inferno (voor Hans Zimmer)

## Hitlijsten

### Albums
| Album met hitnotering(en) in de Vlaamse Ultratop 200 albums | Datum van verschijnen | Datum van binnenkomst | Hoogste positie | Aantal weken | Opmerkingen                  |
| ----------------------------------------------------------- | --------------------- | --------------------- | --------------- | ------------ | ---------------------------- |
| Le Petit Prince                                             | 24-07-2015            | 01-08-2015            | 120             | 2            | met Hans Zimmer / soundtrack |